# Cycle solaire 18
Le cycle solaire 18 est le dix-huitième cycle solaire depuis 1755, date du début du suivi intensif de l'activité et des taches solaires. Il a commencé en 1944 et s'est achevé en 1954.